# Partie polityczne w Laosie
W Laotańskiej Republice Ludowo-Demokratycznej funkcjonuje system monopartyjny, co oznacza, że w kraju legalna jest działalność tylko jednej partii. Od 1975 partią rządzącą jest Laotańska Partia Ludowo-Rewolucyjna.

## Historia
Po obaleniu monarchii 2 grudnia 1975, władzę w Laosie przejęła Laotańska Partia Ludowo-Rewolucjna. Powstała ona 22 marca 1955, pod nazwą Ludowa Partia Laosu, a nazwę na obecną zmieniła w lutym 1972. Konstytucja z 1991 przypisała jej czołową rolę w kształtowaniu polityki Laosu. 
W Laosie od 6 stycznia 1956 funkcjonuje również masowa organizacja społeczna Laotański Front Odbudowy Narodowej. Przed 1975 działała jako organ pomocniczy Laotańskiej Partii Ludowo-Rewolucyjnej, który miał walczyć z kolonizatorami z za granicy. Do lutego 1972 nosiła nazwę Patriotyczny Front Laosu. 

## Partie polityczne

### Zgromadzenie Narodowe Laosu
W skład jednoizbowego Laotańskiego parlamentu wchodzi 149 deputowanych, a jego przewodniczącą jest Pany Yathotou (PPPL):
| Partia                                     | Ilość mandatów |
| ------------------------------------------ | -------------- |
| Laotańska Partia Ludowo-Rewolucyjna (PPPL) | 144            |
| Posłowie niezależni                        | 5              |